# Supercupa Europei 1986
Supercupa Europei din 1986 s-a disputat între FCSB  și  Dinamo Kiev,  FCSB a câștigat cu scorul de  1–0, golul victoriei fiind înscris de Hagi.

## Detalii
| Steaua București | 1 – 0 | FC Dinamo Kiev |
| ---------------- | ----- | -------------- |
| Hagi 44'         |       |                |

| FC Steaua București | FC Dinamo Kiev |

| STEAUA BUCUREȘTI: |    |                    |  |     |
|                   |    |                    |  |     |
| P                 | 1  | Dumitru Stângaciu  |  |     |
| FS                | 2  | Ștefan Iovan (c)   |  |     |
| FD                | 3  | Adrian Bumbescu    |  |     |
| FC                | 4  | Miodrag Belodedici |  |     |
| FC                | 5  | Ilie Bărbulescu    |  |     |
| FC                | 6  | Lucian Bălan       |  |     |
| MC                | 7  | Tudorel Stoica     |  |     |
| MC                | 8  | László Bölöni      |  |     |
| MD                | 9  | Gheorghe Hagi      |  | 84' |
| A                 | 10 | Marius Lăcătuș     |  | 89' |
| A                 | 11 | Victor Pițurcă     |  |     |
| Schimbări:        |    |                    |  |     |
| FD                | 14 | Mihail Majearu     |  | 89' |
| A                 | 16 | Gavril Balint      |  | 84' |
| Antrenor:         |    |                    |  |     |
| Anghel Iordănescu |    |                    |  |     |

| DINAMO KIEV:      |    |                           |
|                   |    |                           |
| P                 | 1  | Viktor Chanov             |
| F                 | 2  | Volodymyr Bessonov (c)    |
| F                 | 3  | Vasiliy Rats              |
| F                 | 4  | Oleg Kuznetsov            |
| F                 | 5  | Sergei Pavlovich Baltacha |
| M                 | 6  | Andriy Bal                |
| M                 | 7  | Pavel Yakovenko           |
| M                 | 8  | Alexei Mikhailichenko     |
| M                 | 9  | Aleksandr Zavarov         |
| A                 | 10 | Igor Belanov              |
| A                 | 11 | Oleg Blokhin              |
| Schimbări:        |    |                           |
|                   |    |                           |
|                   |    |                           |
| Antrenor:         |    |                           |
| Valeri Lobanovsky |    |                           |

| Supercupa Europei 1986        |
| ----------------------------- |
| România                       |
| Steaua București Primul titlu |